# Korimako
Korimako (Anthornis melanura) är en fågelart i familjen honungsfåglar som är endemisk för Nya Zeeland.

## Utseende
Fjäderdräkten är övervägande grönaktig till gröngul, med mörkare grå till gråblå färg på huvudet och på de yttre delarna av vingarna samt stjärtfjädrarna. Det fyra underarterna uppvisar vissa variationer i teckning.

## Taxonomi och utbredning
Korimakon är den enda nu levande arten i sitt släkte. Fågeln är vanlig över stora delar av Nya Zeeland och även på flera av öarna närmast utanför landets kust, samt på Aucklandöarna. Den delas vanligtvis upp i tre underarter:
- Anthornis melanura obscura (Falla, 1948) – häckar på Three Kings Islands
- Anthornis melanura oneho (J. A. Bartle & P. M. Sagar, 1987) – häckar på Poor Knights Islands
- Anthornis melanura melanura – häckar på Nordön, Sydön, Stewart Island och Aucklandöarna

Populationen på Aucklandöarna beskrevs som underarten incoronata av Bangs, 1911, men är idag inte giltig som underart. Likaså urskildes tidigare underarten demerilii' (Lesson & Garnot, 1828) för populationer på Nordön.
Den utdöda komakon (Anthornis melanocephala) sågs tidigare som en underart till korimakon, men behandlas nu övervägande som en enskild art.

## Status och hot
Korimakons utbredning och individantal är på nedgående. De två tydligaste orsakerna till detta är predation – som många andra av Nya Zeelands inhemska fåglar är korimakon dåligt rustad mot introducerade rovdjur som råttor, katter och vesslor – samt att stora delar av de ursprungliga skogarna omvandlats till jordbruksmark. Den betraktas dock inte som hotad av internationella naturvårdsunionen IUCN. Världspopulationen uppskattas till mellan 6 000 och 15 000 adulta individer.

## Bildgalleri

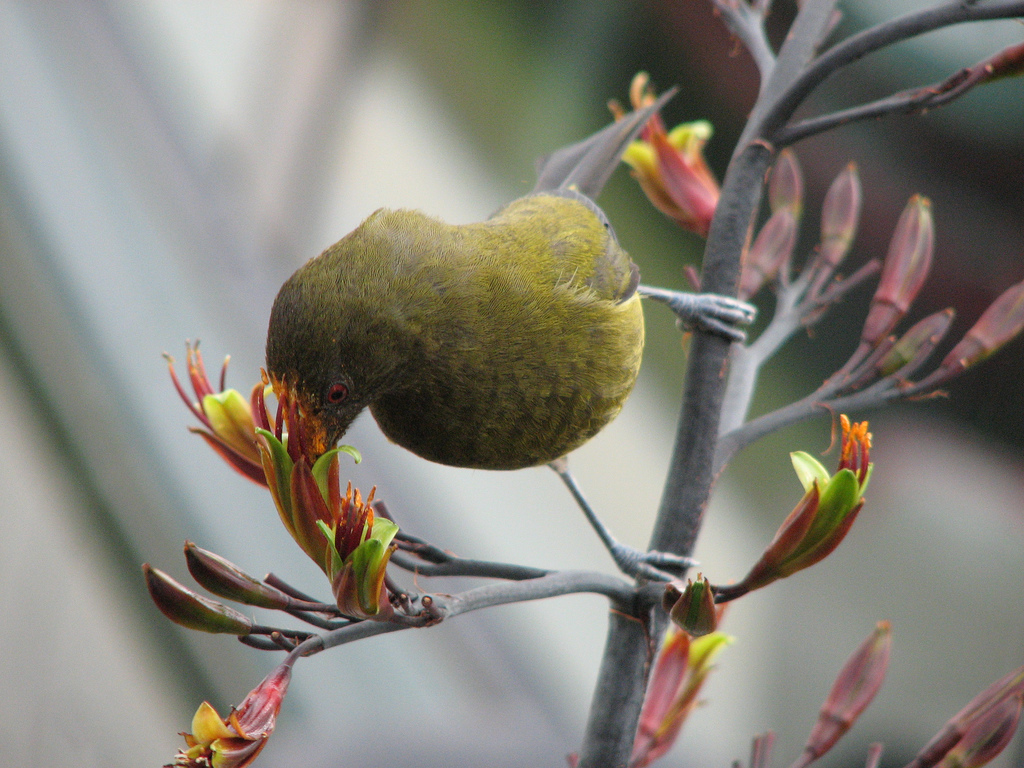
En korimako som äter ur en blomma på en planta i fiberliljesläktet
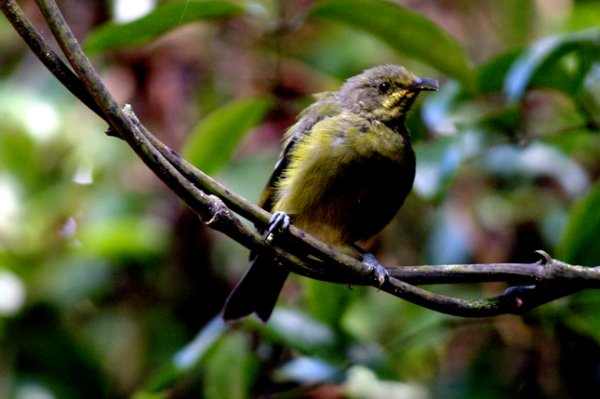
Korimako i Maungatautari naturreservat, Waikato
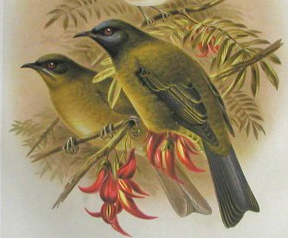
Ett par av korimako; honan till vänster, hanen till höger